# 어머니의 청춘
"어머니의 청춘"은 한국에서 제작된 유동일 감독의 1965년 영화이다. 김승호 등이 주연으로 출연하였고 정병준 등이 제작에 참여하였다.

## 출연

### 주연
- 김승호
- 주증녀
- 박노식

## 제작진
- 조명: 김윤덕
- 미술: 이문현